# Bilîci, Starîi Sambir
Bilîci (în ucraineană Біличі) este o comună în raionul Starîi Sambir, regiunea Liov, Ucraina, formată numai din satul de reședință.

## Demografie
Componența lingvistică a comunei Bilîci
     Ucraineană (100%)
Conform recensământului din 2001, toată populația comunei Bilîci era vorbitoare de ucraineană (100%).